# Protaetia lombokiana
Protaetia lombokiana är en skalbaggsart som beskrevs av Miksic 1975. Protaetia lombokiana ingår i släktet Protaetia och familjen Cetoniidae. Inga underarter finns listade i Catalogue of Life.